# 大澤善夫

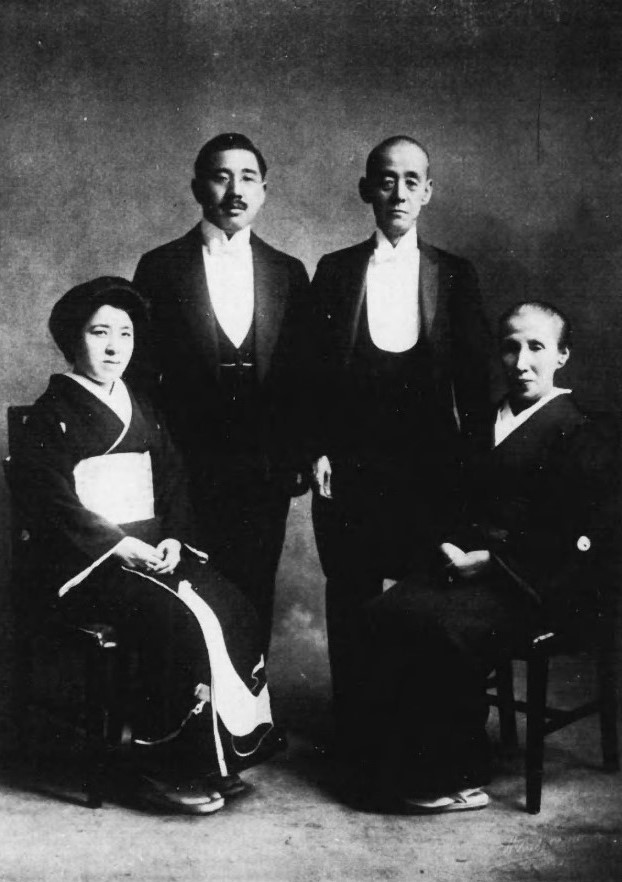
両親と祖父母

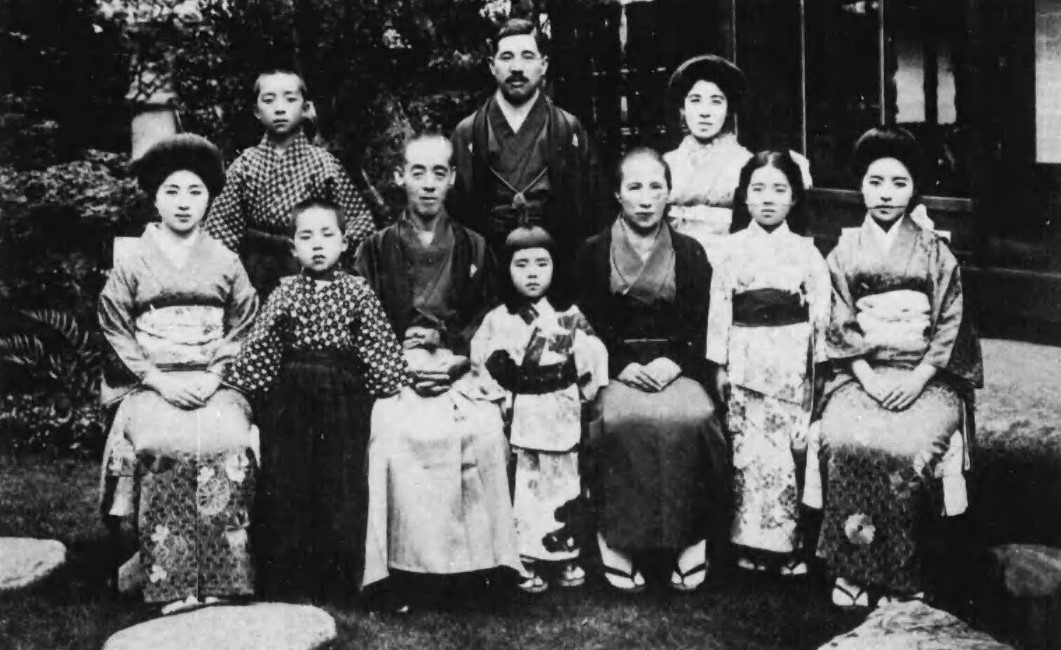
大沢一家。後列左に善夫、その右に両親。前列に姉妹弟と祖父母

大澤 善夫（大沢-、おおさわ よしお、1902年2月2日 - 1966年10月18日）は、日本の映画プロデューサー、実業家である。現在の映画会社東宝の前身の一社、J.O.スタヂオを設立したことで知られる。

## 人物・来歴
1902年（明治35年）2月2日、京都府京都市三条に生まれる。祖父大澤善助は京都の輸入商、大沢商会の設立者、その後継者である父大澤徳太郎は貴族院議員であった。母の幸恵は鈴木清 (実業家)の長女。同志社中学を卒業後、1919年（大正8年）8月、アメリカ合衆国に渡り、ローレンスビル・ハイスクールに入学。洋行には同志社女学校英文科を卒業したばかりの姉の富貴子も同行し、富貴子はウルバートン家の世話になった（姉は翌年帰国し三井物産社員と結婚）。
1925年（大正14年）、プリンストン大学を卒業すると、そのまま欧米を巡って映画事情を視察研究、日本と欧米を往復し、日本映画の近代化を構想。これに備え、商会の写真部員、熊沢甚之助を米国ペンシルバニア大学に入学させ、昭和の初めに映画用アグファフィルムの直輸入を開始。
1928年（昭和2年）に新設された実家の大沢商会自動車部の主任となり、日本ゼネラルモーターズの京都・滋賀の代理店業務を担当、1928年（昭和3年）、3か月のアメリカ視察を行ない、ペンシルバニア大学を卒業した熊沢とともに帰国、京都・太秦蚕ノ社前に現像所を建てる。
大沢は日活京都撮影所所長池永浩久にトーキー装置を持ち込み、共同提携案を売り込むが、社内のお家騒動で池永が退社。ウェスタン・エレクトリック採用論者である中谷貞頼派が実権を握り、大沢は日活との交渉を断念。トーキー設備の新設には50万円（当時）の資金が必要であり、大沢はこれだけの資金を捻出できる映画会社は皆無であると判断して、自らトーキー・スタヂオを建設し、映画会社にこれを貸し出す事業に乗り出す。
1932年（昭和7年）10月、現像所に合わせ2千坪（6,600㎡）の土地を買収、トーキー専門の先駆的映画撮影所を建設開始。
1933年（昭和8年）3月、撮影所が完成、「J.O.スタヂオ」と命名する。「J.O」の「J」はアメリカの録音システム“Jenkins”の「J」、「O」は「大沢」の姓から採られた。
大沢は日活太秦撮影所長を辞任した池永を同スタヂオ顧問に迎え、池永が同社内に太秦発声映画株式会社を創立。「J.O映画製作所付属J.O俳優養成所」、「J.Oアニメ室」を併設。
1934年（昭和9年）、音楽映画『百万人の合唱』を製作した。太秦発声は日活との提携を進めたが、J.O.スタヂオがのちの東宝を形成する東京の企業群と提携したため、太秦発声は1936年（昭和11年）をもって製作を中止した。
1937年（昭和13年）9月10日、大澤のJ.O.スタヂオは、写真化学研究所、ピー・シー・エル映画製作所、東宝映画配給と合併し、東宝映画株式会社となり、大澤は同社の取締役に就任する。
1943年（昭和18年）12月、東宝映画は東京宝塚劇場と合併し東宝となり、大澤は同社の代表取締役社長に就任。1947年、東宝争議及びGHQ公職追放該当により、東宝社長を辞任する。その後、大映の永田雅一と共に公職追放非該当となるも、争議で燻ぶる東宝には復帰しなかった（一方の永田は大映社長に復職）。
第二次世界大戦後の1952年（昭和27年）、大和プロダクションを設立、ジョセフ・フォン・スタンバーグ監督による日本映画『アナタハン』を製作、1953年（昭和28年）6月28日に日本で、1954年（昭和29年）5月17日に米国で公開された。その後、前述の永田体制の大映の非常勤取締役や、日本映画海外普及協会理事に就任した。
1966年（昭和41年）アメリカで治療中、10月18日、医療ミスで死去した。満64歳没。

## おもなフィルモグラフィ
- 『百万人の合唱』、監督富岡敦夫、1935年1月13日 - 製作
- 『新しき土』、監督アーノルド・ファンク / 伊丹万作、1937年2月4日 / 同年3月23日 - 製作
- 『アナタハン』、監督ジョセフ・フォン・スタンバーグ、1953年6月28日  / 1954年5月17日 - 製作

## 関連書籍
- 荒金義喜『大澤善夫』、大善、1968年
- 浜野保樹『偽りの民主主義』角川書店、2008年